# ブラジルの競馬
ブラジルの競馬（ブラジルのけいば）では、ブラジルにおける競馬について記述する。

## 歴史
- 1972年 馬券の発売が許可される。
- 1992年 ブラジルジョッキークラブ（ポルトガル語版）が設立される。

## 特徴
シーズンは1年を通して開催され、7月に始まり翌年6月までが1シーズンである。
主催者はサンパウロジョッキークラブとブラジルジョッキークラブの2つが大きく、このほかに小さなジョッキークラブがある。 
サラブレッドの生産は3000頭程である。

## 主な競走

### 平地競走
- イピランガ大賞（Grande Premio Ipiranga）[1] - サンパウロ地区3歳三冠の1戦。
- サンパウロジョッキークラブ大賞（Grande Premio Jockey Club de São Paulo）[1] - サンパウロ地区3歳三冠の1戦。
- ダービーパウリスタ大賞 - サンパウロ地区3歳三冠の1戦。
- コンサグラシカオ大賞（Grande Premio Consagração）[1] - かつてサンパウロ3歳四冠の1戦を占めていた長距離戦。2006年にG2に格下げ、古馬に開放された。2013年は芝3000メートル。2800メートルの時期もある。
- リオデジャネイロ州大賞（Grande Premio Estado do Rio de Janeiro）[1]- リオデジャネイロ地区3歳三冠の1戦。
- フランシスコパウラマチャド大賞（Grande Premio Francisco Eduardo de Paula Machado）[1] -  リオデジャネイロ地区3歳三冠の1戦。
- クルセイ・ド・スル賞（Grande Premio Cruzeiro do Sul）[1]-  リオデジャネイロ地区3歳三冠の1戦。
- イメンシティ大賞
- エンリケ・デ・トレド・ララ大賞
- ブラジル大賞
- サンパウロ大賞
- ABCPCCマシアスマシリン大賞
- リオデジャネイロABCPCC大賞
- ブラジルジョッキークラブ大賞
- リオ・デ・ポーラマチャド大賞
- エンリケポッソーロ大賞
- リオデジャネイロディアナ大賞
- ゼリア・ゴンザーガ・ペシュート・デ・カストロ大賞
- モルシアノジア・グイアルモレイラ大賞
- サコー少佐大賞
- リオデジャネイロ共和国大統領賞
- ロベルト・エ・ネルソン・リマルディシーブラ大賞
- ファーウェル大賞
- J・アデェマール・デ・アルメイダ・プラド大賞
- バラオジ・デ・ピラシカバ大賞
- マルガリーダポラックララ大賞
- サンパウロディアナ大賞
- ホセ・グァテモジン・ノゲイラ大賞
- 共和国宣言記念日大賞
- サンパウロABCPCC大賞
- サンパウロ共和国大統領賞
- オスワルドアランハ大賞
- OSAF大賞
- ベントゴンサルベス大賞
- パラナ大賞
- ラテンアメリカ大賞(ペルー、チリ、ウルグアイ、アルゼンチンとの持ち回り開催）

## 現在のブラジルの主な平地競走のレース日程（G1競走のみ）
- 8月- （第1週）マルガリーダポラックララ大賞[2]・J・アデェマール・デ・アルメイダ・プラド大賞[3]・ABCPCCマシアスマシリン大賞[4]
- 9月- （第1週）イピランガ大賞[5]・バラオジ・デ・ピラシカバ大賞[6]
- 10月- （第1週）サンパウロジョッキークラブ大賞[7]・エンリケ・デ・トレド・ララ大賞[8]（第3週）リオ・デ・ポーラマチャド大賞[9]
- 11月- （第1週）ダービーパウリスタ大賞[10]・サンパウロディアナ大賞[11]
- 1月- （第3週）エンリケポッソーロ大賞[12]・リオデジャネイロ州大賞[13]
- 2月- （第2週）リオデジャネイロディアナ大賞[14]・フランシスコパウラマチャド大賞[15]
- 3月- （第2週）ゼリア・ゴンザーガ・ペシュート・デ・カストロ大賞[16]・クルセイ・ド・スル賞[17]
- 4月- （第5週）OSAF大賞[18]・サンパウロABCPCC大賞[19]
- 5月- （第1週）サンパウロ大賞[20]
- 6月- （第2週）サコー少佐大賞[21]・リオデジャネイロ共和国大統領賞[22]・ロベルト・エ・ネルソン・リマルディシーブラ大賞[23]・ブラジル大賞[24]・ブラジルジョッキークラブ大賞[25]（第4週）イメンシティ大賞[26]・ファーウェル大賞[27]

暦の関係上、開催が前の月に前倒しする時や、翌月にずれ込むことがあり、第○週と書いてあるものがずれることがよくある。よってあくまでも目安として判断していただきたい。

## 主な競馬場
- ガベア競馬場
- シダーデジャルディン競馬場
- クリスタウ競馬場
- タルマン競馬場
- カナヴィアイス競馬場
- ヴィセンティノ競馬場
- ウヴァラナス競馬場
- タブラダ競馬場
- アモリン競馬場
- ラゴイニャ競馬場
- マダレナ競馬場
- ピシ競馬場
- エドミルソンモレイラ競馬場